# タリズマン級駆逐艦
タリズマン級駆逐艦（英語: Talisman-class destroyer）は、イギリス海軍の駆逐艦の艦級。第一次世界大戦勃発に伴い、ホーソン・レスリー社がオスマン帝国海軍向けに建造していた艦を緊急購入したものである。

## 来歴
第一次世界大戦勃発に伴って、イギリス海軍は国内の民間造船所で建造中の輸出用駆逐艦3クラス12隻を緊急購入した。このうち、オスマン帝国海軍からの発注に基づいてホーソン・レスリー社が建造していたのが本級とされている。しかしオスマン帝国側には発注経緯の記録がなく、バジル・ザハロフの仲介による秘密協定の存在も推測されているが、当時のトルコの対独関係の親密さからは疑問視されている。

## 設計
設計面では、ギリシャ向けに建造されていたM級（メディア級）に類似している。アドミラルティM級と同様の船首楼型であるが、全長は10メートル以上長く、L/B比は10.8である。3缶・3軸推進という点ではアドミラルティM級と同様であるが、缶室は2室に分割されてシフト配置とされている。ただし速力はやや低くなっている。
艦砲はアドミラルティM級よりも強化されており、40口径10.2cm砲（QF 4インチ砲Mk.IV）を前甲板に並列に2門、中部に1門、後部に2門と、計5門を搭載した。このうち、中部と後部の1門ずつはプラットフォーム上に架するかたちで搭載された。
魚雷発射管は、当初の設計では中部に連装2基、後部右側に更に連装1基を搭載する予定とされていたが、イギリス海軍への編入に伴って、同海軍の方式に従って後部右側の発射管は削除され、中部の連装2基のみとなった。

## 同型艦一覧
「タービュレント」は1916年6月1日にユトランド沖海戦の夜戦で被弾沈没したが、他の3隻は大戦を戦い抜いた後、オスマン帝国海軍やその後継組織であるトルコ共和国海軍に引き渡されることなく、1921年4月から5月にかけて、スクラップとして売却処分された。
- タリズマン（HMS Talisman）
- ターマガント（HMS Termagant）
- トライデント（HMS Trident）
- タービュレント（HMS Turbulent）